# Epsilon (traghetto)
L'Epsilon è un traghetto appartenente alla compagnia di navigazione polacca Unity Line.

## Servizio
Consegnato l'11 aprile 2011 alla Visemar di Navigazione, viene venduto il giorno successivo alla Caronte & Tourist. Il 29 aprile successivo salpa da Porto Viro per Termini Imerese, dove, il 3 maggio, prende servizio nei collegamenti tra Salerno e Termini Imerese, aggiungendosi al gemello Cartour Delta.
Il 19 novembre 2012 viene noleggiato alla GNV e trasferito nei collegamenti tra Civitavecchia e Termini Imerese.
Dal 21 giugno al 15 settembre 2013 opera nei collegamenti tra Genova e Palermo. Successivamente viene disarmato a Messina.
Nel dicembre del 2013 viene noleggiato alla Irish Ferries e, salpato il 3 dicembre da Messina, giunge il 9 dicembre a Cherbourg. Nello stesso mese, prende servizio nei collegamenti tra Dublino ed Holyhead.
Dal 18 gennaio 2014 opera nei weekend anche sulla Dublino-Cherbourg.
Nel febbraio del 2014 il nome viene troncato in Epsilon.
Il 10 febbraio 2016, durante la navigazione da Cherbourg a Dublino, alcuni camion si ribaltano nel garage del traghetto, distruggendo diverse auto presenti nel garage.
Il 30 maggio 2022 viene venduto alla Euroafrica Shipping Lines, società polacca facente capo alla Unity Line, continuando tuttavia ad operare in noleggio per la Irish Ferries fino al 4 dicembre 2023, quando viene trasferito nel cantiere navale di Belfast.
Il 23 dicembre salpa da Belfast per Trelleborg, dove giunge quattro giorni dopo.
Il 23 gennaio 2024 prende servizio nei collegamenti tra Swinoujscie e Trelleborg, dove opera tutt'oggi in coppia con il Gryf.
Il 30 gennaio 2024, durante le manovre di ormeggio a Trelleborg, entra in collisione con la banchina a causa della fitta nebbia. Successivamente viene sottoposto a lavori di manutenzione straordinaria, tornando in servizio il 20 febbraio successivo.

## Navi gemelle
- Sorrento
- Catania
- Florencia
- Venezia
- Stena Scandica
- Stena Baltica
- Stena Horizon
- Corfù
- Connemara
- Ciudad de Palma
- Stena Flavia
- GNV Sealand
- Norman Atlantic
- Livia (ex Stena Livia)
- Cartour Delta
- Hedy Lamarr
- Hypatia De Alejandria
- Marie Curie
- GNV Bridge